# Tetracloro-1,2-difluoroetà
El tetracloro-1,2-difluoroetà és un clorofluorocarboni conegut com a freó 112, CFC-112 o R-112. Té una estructura simètrica CCl2FCCl2F i per això es pot anomenar tetraclorofluoroetà simètric. Simètric també es pot abreujar a s- o sym-. En canvi, un isòmer asimètric té la fórmula CCl3CClF2.

## Producció
El CFC-112 es pot fer en una reacció amb fluorur d'hidrogen amb hexacloroetà o tetracloroetà amb clor extra. Aquesta reacció es produeix amb un catalitzador de fluorur d'alumini amb una mica extra de ferro, níquel i crom a 400 °C. Amb el metall extra en el catalitzador, el rendiment de l'isòmer pot ser del 98% en comparació amb l'isòmer no simètric.
Barrejat amb perfluorooctà, és un dissolvent per al polidimetilsiloxà.
El CFC-112 es pot preparar com una barreja amb altres hidroclorofluorocarburs del tricloroetilè i el fluorur d'hidrogen anhidre quan passa el corrent elèctric.
Quan el CFC-11 s'envasa amb alcohol en un recipient metàl·lic, una reacció de radicals lliures pot resultar en la producció de CFC-112.

## Propietats
Les propietats crítiques són temperatura crítica 278 °C, pressió crítica 4,83 MPa a una densitat de 0,754 g/cc.
El tetracloro-1,2-difluoroetà no és inflamable.
El tetracloro-1,2-difluoroetà, igual que altres compostos de clorofluorocarbonis, reacciona violentament amb sodi, potassi o bari.
El tetracloro-1,2-difluoroetà és poc tòxic, i la dosi letal s'estima en 25 g/kg. No és cancerigen.

## Usos
El tetraclorofluoroetà (barreja d'isòmers) s'ha utilitzat com a medicina veterinària per tractar paràsits com l'aleta hepàtica en ovelles (Fasciola hepatica).
MIL-C-8638 és una especificació militar per a un dissolvent de neteja que contenia tetraclorofluoroetà, triclorotrifluoroetà i alcohol isopropílic. Es va utilitzar per netejar els sistemes d'oxigen dels avions.
El tetraclorofluoroetà es pot utilitzar com a intermediari en la fabricació de tetracloroetilè.

## Atmosfera
A l'atmosfera de la Terra s'ha trobat que es produeix tetracloro-1,2-difluoroetà antropogènic. Entre els nivells de 2017 i 2020, van ser d'unes 0,52 parts per bilió (ppt). Els nivells van augmentar des de la dècada de 1970 fins aproximadament 1995.